# Mit Vollgas nach San Fernando
Mit Vollgas nach San Fernando (Originaltitel: Any Which Way You Can) ist ein US-amerikanischer Actionfilm von Regisseur Buddy Van Horn aus dem Jahr 1980. Der Film startete am 12. Februar 1981 in den bundesdeutschen Kinos. Der Film ist eine Fortsetzung von Der Mann aus San Fernando aus dem Jahr 1978. Er spielte rund 71 Millionen Dollar ein.

## Handlung
Philo Beddoe tritt immer noch als Boxer in Untergrundkämpfen an der US-amerikanischen Westküste auf, plant aber nun sein Karriereende. An der US-amerikanischen Ostküste findet derweil der Boxer Jack Wilson keine Gegner mehr, die gegen ihn antreten wollen, da er gegen diese äußerst brutal vorgeht. Die hinter Wilson stehende Mafia lässt Philos Freundin Lynn Halsey-Taylor entführen, um diesen zu einem Kampf zu zwingen. Nachdem Philo durch einen Zufall Wilsons Leben gerettet hat, schließen sich beide zusammen, um Lynn zu retten. Trotzdem kommt es schließlich zu einem Kampf zwischen den beiden, bei dem sich Philo zwar einen Arm bricht, aber trotzdem gewinnt. Im Anschluss bringt Wilson Philo ins Krankenhaus, um dort den gebrochenen Arm versorgen zu lassen.
Die Motorradgang „Black Widows“ hatte derweil alle ihre Ersparnisse auf den Sieg von Philo gesetzt. Als die Ostküsten-Mafia diesen töten will, verteidigt die Bikergang Philo und verprügelt die Gangster. Die noch aus dem ersten Film bestehende Feindschaft zwischen der Bikergang und Philo wird angesichts des Gewinns aus der Boxwette beigelegt.

## Hintergrund
Das gleichnamige Lied zum (englischen) Filmtitel Any Which Way You Can (Musik und Text von Milton Brown, Steve Dorff und Snuff Garrett) wurde von dem US-amerikanischen Country-Sänger Glen Campbell gesungen. Es war 1980 sowohl in den USA als auch in Kanada ein großer Erfolg und erreichte jeweils Platz 10 in den Country-Charts. Einige Musikstücke im Film stammen von Clint Eastwood, der auch Musiker und Komponist ist. Sondra Locke war auch privat die Lebensgefährtin von Clint Eastwood, mit dem sie von 1975 bis 1990 liiert war. Fats Domino spielt sich selbst in einer Nebenrolle am Klavier. Der Orang-Utan Clyde ist nicht derselbe wie im Vorgängerfilm Der Mann aus San Fernando, weil dieser inzwischen als erwachsener und gefährlicher galt. Der Orang-Utan namens Buddha, der in diesem Film mitspielte, wurde von seinem Tiertrainer zu Tode geprügelt, weil er ein paar Doughnuts „gestohlen“ hatte.

## Kritik
Roger Ebert meinte hin- und hergerissen, „Clint Eastwoods "Mit Vollgas nach San Fernando" ist kein sehr guter Film, es fällt jedoch schwer keine widerwillige Zuneigung für ihn zu entwickeln.“ Auch das Lexikon des internationalen Films wog ab: „Streckenweise vergnüglich-parodistische Actionkomödie, gegen Schluß jedoch unnötig brutal.“